# Isa Rahunen
Isa Rahunen (n. 16 aprilie 1993, Kuopio, Finlanda) este o sportivă ce a reprezentat Finlanda, medaliată olimpică. A participat la o ediție a Jocurilor Olimpice (2018) în care a câștigat o medalie de bronz.

## Participări
Lista de mai jos prezintă principalele competiții la care a participat Isa Rahunen de-a lungul carierei.
- ice hockey at the 2018 Winter Olympics – women's tournament[*]